# Alexander L. Wolf
Alexander L. Wolf (nacido el 12 de septiembre de 1956) es un científico informático conocido por su investigación en ingeniería de software , sistemas distribuidos y redes informáticas . Se le atribuye, junto con sus muchos colaboradores, la introducción del estudio moderno de la arquitectura de software, mensajería de publicación / suscripción basada en contenido , redes basadas en contenido, descubrimiento de procesos automatizado, y el ciclo de vida de implementación de software . El doctorado de Wolf en 1985 desarrolló características de lenguaje para expresar las especificaciones de importación / exportación de un módulo y la noción de múltiples interfaces para un tipo, las cuales ahora son comunes en los lenguajes de programación de computadoras modernos .
Wolf es expresidente de la Association for Computing Machinery (ACM). Anteriormente, se desempeñó como vicepresidente de ACM, secretario-tesorero, presidente de la Junta de Gobierno del Grupo de Interés Especial (SIG) y presidente de SIGSOFT , el grupo de interés especial en ingeniería de software . Ha sido editor asociado de ACM Transactions on Software Engineering and Methodology y en Institute of Electrical and Electronics Engineers (IEEE) Transactions on Software Engineering .
Por su investigación y servicio, Wolf ha recibido numerosos honores, incluido el ascenso a ACM Fellow , IEEE Fellow y BCS Chartered Fellow .